# Anastasija Kapralova
Anastasija Kapralova (in russo Анастасия Капралова?; 24 aprile 2004) è una pallavolista russa, schiacciatrice della Cuneo Granda.

## Carriera

### Club
La carriera di Anastasija Kapralova inizia nel settore giovanile della Dinamo Mosca, dove gioca per un triennio. Nel 2021 approda alla Lokomotiv Kaliningrad, militando per un biennio nella formazione impegnata nel campionato cadetto russo e integrando saltuariamente anche la formazione di Superliga. Nella stagione 2023-24 approda in Italia, dove gioca in Serie A1 prima con l'AGIL, conquistando la Challenge Cup, e poi nella stagione seguente con la Cuneo Granda.

### Nazionale
Fa parte della nazionale russa under 16 che vince la medaglia di bronzo al campionato europeo 2019, mentre con l'under 18 conquista l'oro al campionato mondiale 2021.

## Palmarès

### Club
- Challenge Cup: 1

2023-24

### Nazionale (competizioni minori)
- Campionato europeo under 16 2019
- Campionato mondiale under 18 2021